# باشگاه فوتبال ایلکستون
باشگاه فوتبال ایلکستون (به انگلیسی: Ilkeston Football Club) یک باشگاه فوتبال در شهر ایلکستون، کشور انگلستان است که در سال ۱۸۹۴ میلادی تأسیس شده‌است.